# Johan Hedenström
Johan Hedenström, född 31 januari 1976, är en svensk före detta professionell ishockeyspelare (back).
Han har bl.a. spelat 3 grundseriematcher för Luleå HF i Elitserien, under säsongen 1994/1995.